# 司馬京
司馬 京（しば きょう、? - ?）は、西晋の皇族。字は子佐。司馬懿の第5子。生母は伏貴妃。司馬伷・司馬駿の同母兄。
生年は定かではありませんが、司馬伷（227年）と司馬駿（232年）の中間ぐらいです。

## 生涯
曹魏 正始二年(241年) 司馬懿の息子に理で爵位を賜して、清惠亭侯に封ぜられた。
嘉平年間(251年-254年)24歳で死去し、射声校尉を追叙しました。
甘露三年（258年）、司馬昭は自分の7番目の息子である司馬機に司馬京の後嗣を継ぐようにして清惠亭侯に封じて、泰始元年、燕王になった。